# The Rifles EP
The Rifles EP is de tweede ep van de Britse band The Rifles.
De ep werd op 15 december 2008 uitgebracht en de nummers "The Great Escape" and "I Could Never Lie" zijn als single uitgebracht. De ep was de voorbode voor het album Great Escape dat begin 2009 verscheen.

## Tracks
1. "The Great Escape"
2. "Darling Girl"
3. "I Could Never Lie"
4. "A Love to Die For"